# Csori csori csupke csupke
A Csori csori csupke csupke (Hindi: चोरी चोरी चुपके चुपके, Urdu: چوری چوری چپکے چپکے) egy 2001-es bollywoodi  film; rendezte: Abbas Burmawalla és Mustan Burmawalla. Főszereplők: Szalmán Hán, Ráni Mukherdzsi és Príti Zinta.

## Szereplők
- Szalmán Hán … Radzs Malhotra
- Ráni Mukherdzsi … Prija Malhotra
- Príti Zinta … Madhubala (Madhu)
- Amrish Puri … Kailashnath Malhotra
- Dalip Tahil … Ranjit Malhotra
- Farida Jalal … Asha Malhotra
- Prem Csopra … Dr. Balraj Csopra
- Johnny Lever … Pappu Bhai